# برقوق السياج
بُرقوق السِّياج أو البُرقوق الشائك أو الخوخ الشوكي أو القراصيا أو قريع تفاحي الشكل (باللاتينية: Prunus spinosa) هو أحد أنواع جنس الخوخ من الفصيلة الوردية. يعد من أنواع البرقوق البري.

## التسمية
قال عبد الله بن البيطار:

## البيئة والانتشار
موطنه بلاد الشام والمغرب العربي وتركيا والقوقاز وكل مناطق أوروبا من اليونان والبلقان إلى إسبانيا والبرتغال وشمالاً من إيرلندا وبريطانيا إلى فنلندا وروسيا.

## الوصف النباتي
النبات شجيرة صغيرة ارتفاعها لا يزيد على اثني عشر قدماً (حوالى 360 سنتيمتراً). أوراقه صغيرة. الثمرة حسلة.
يصنع منها المربى، ومن نقيعها يصنع شراب يشبه نقيع التمر الهندي. الكلمة العربية هي على الأغلب من الفارسية "آلو سياه"، و هي في الفارسية تعني الدراق الأحمر (عند الشوام) الذي يعرفه المصريون باسم البرقوق الأحمر، بخاصة في شكله المجفّف الذي يصنع بنبذه في الماء شراب حلو.
فال الشاعر:

## فوائد القراصية

### هشاشة العظام
أظهرت العديد من الأبحاث دور القراصية في الوقاية من هشاشة العظام حيث تساعد في زيادة كثافة المعادن بالعظم.

### ضغط الدم
بفضل احتواء القراصية على كميات جيدة من البوتاسيوم، فإن القراصية لها دور كبير في حماية الإنسان من ارتفاع ضغط الدم.

### السكري
القراصية لها مؤشر جليسيمي منخفض يبلغ 29 نقطة وهي بذلك تعد من الأغذية التي تساعد في خفض السكري.